# Myrmechis aurea
Myrmechis aurea là một loài thực vật có hoa trong họ Lan. Loài này được (J.J.Sm.) Schuit. mô tả khoa học đầu tiên năm 1996.